# Melieria clara
Melieria clara är en tvåvingeart som beskrevs av Kameneva 1996. Melieria clara ingår i släktet Melieria och familjen fläckflugor. Inga underarter finns listade i Catalogue of Life.